# Renée Martel
Renée Martel  (Drummondville, 26 de junio de 1947 - Saint-Hyacinthe, 18 de diciembre de 2021) fue una cantante, escritora y locutora canadiense. De su amplia discografía destaca "Viens Changer Ma Vie", publicada en 1968. 

## Discografía
- 1964 : C'est toi, mon idole / Parle mon cœur
- 1965 : Notre bel amour / Sylvain
- 1965 : Cette danse / La fin de l'amour
- 1966 : Le folklore américain / Julie crève-cœur
- 1966 : Un jeune homme bien / Les marionnettes
- 1966 : Ces bottes sont faites pour marcher / Monsieur Cannibale
- 1966 : Noir, c'est noir / Hank parky
- 1966 : Parle mon cœur / Instrumental
- 1966 : La berceuse de ton cœur / Sèche tes larmes
- 1966 : Quand un amour renaît / Je chante pour toi
- 1967 : Liverpool / Oublie ces mots
- 1968 : Je vais à Londres / Johnny Angel
- 1968 : Les vacances / Tous les arbres sont en fleur (con Michel Pagliaro)
- 1968 : Viens changer ma vie / J'aurai mon tour de chance
- 1968 : Le petit train bleu / As-tu vu le Père Noël?
- 1969 : À demain my Darling / Quand un bateau passe
- 1969 : C'est l'été / Vous (con Michel Pagliaro)
- 1969 : Embrasse-moi / La ronde des saisons
- 1969 : Nos jeux d'enfants / Parlez-moi de lui
- 1970 : Le bateau du bonheur / Un certain soir
- 1971 : Prends ma main / Je suis la Terre
- 1971 : Finalement
- 1971 : Mon roman d'amour / Pour mon amour
- 1972 : Un amour qui ne veut pas mourir / Ta femme à toi
- 1972 : Partir au soleil / Je crois en toi
- 1972 : Si on pouvait recommencer / Lentement
- 1973 : Ce n'était qu'un rêve / Pourtant
- 1973 : Donne-moi un jour / Tout est plus beau
- 1974 : Le premier amour / J'sais pas pourquoi
- 1974 : Quand nous ferons l'amour par cœur / J'ai trouvé ton mot
- 1975 : La reine du foyer / Les sciences occultes
- 1975 : Cowgirl dorée / Instrumental
- 1976 : Quand va-t-on m'aimer? (con Michèle Richard) / Instrumental
- 1976 : J'aime la vie / Instrumental
- 1977 : C'était toi, c'était moi, c'était nous / Instrumental
- 1977 : Tu n'es plus là / Un amour comme le nôtre
- 1978 : J'ai besoin de ton amour / Instrumental
- 1978 : Souvenirs de vacances (con René Simard) / Instrumental
- 1979 : Darling / Une mère
- 1979 : Dis que tu m'aimes / Try me again
- 1980 : Fool number 1 / All alone am I
- 1981 : El lute / Une femme pour la vie
- 1981 : Un coin de ciel / Il est là
- 1981 : Amigo Hey Paulo (con Johnny Farago) / Running scared
- 1983 : Nous, on aime la musique country (con ses parents)  /Dors-bien mon ange
- 1983 : Divorce / Valse au clair de lune
- 1984 :  Nous (con Patrick Norman) / Instrumental
- 1984 : Cadeau / Instrumental
- 1985 : Premiers moments d'amour / Instrumental
- 1985 : Stewball / Mes vingt ans
- 1992 : Je reviens

### Álbumes
- 1968 : Renée Martel
- 1969 : Renée Martel
- 1969 : Renée Martel
- 1971 : Mon roman d'amour
- 1972 : Un amour qui ne veut pas mourir
- 1974 : Réflexions
- 1978 : Tu n'es plus là
- 1978 : René Simard et Renée Martel
- 1980 : Renée Martel chante Connie Francis et Brenda Lee
- 1981 : Un coin du ciel
- 1982 : C'est mon histoire
- 1984 : Cadeau
- 1992 : Authentique
- 1995 : Chantons Noël
- 1998 : Country
- 1999 : À mon père
- 2006 : Un amour qui ne veut pas mourir
- 2008 : L'Héritage
- 2012 : Une femme libre
- 2014: La fille de son père